# Titularbistum Arindela
Arindela ist ein Titularbistum der römisch-katholischen Kirche.
Der antike Bischofssitz lag in der heutigen Stadt Khirbet Gharandal in Jordanien und war ein Suffraganbistum des Metropoliten von Petra in Palaestina.
| Titularbischöfe von Arindela |                                  |                                                                    |                   |                    |
| Nr.                          | Name                             | Amt                                                                | von               | bis                |
| 1                            | Benigno Avenati B                | Apostolischer Vikar von Ava und Pegù (Myanmar)                     | 22. August 1764   | 27. September 1765 |
| 2                            | Ranald MacDonald                 | Apostolischer Vikar des West-Distrikts Schottland (Großbritannien) | 27. August 1819   | 20. September 1832 |
| 3                            | Juan Félix de Jesús Zepeda OFM   | Weihbischof in Guatemala (Guatemala)                               | 15. April 1859    | 22. Juli 1861      |
| 4                            | Isidore Clut OMI                 | Weihbischof in Athabaska (Kanada)                                  | 3. August 1864    | 9. Juli 1903       |
| 5                            | William Anthony Johnson          | Weihbischof in Westminster (Großbritannien)                        | 23. April 1906    | 27. Mai 1909       |
| 6                            | Joseph Henry Conroy              | Weihbischof in Ogdensburg (USA)                                    | 11. März 1912     | 21. November 1921  |
| 7                            | Rafael Canale Oberti             | Weihbischof in Santa Fe (Argentinien)                              | 25. November 1921 | 15. November 1956  |
| 8                            | Almir Marques Ferreira           | Weihbischof in Sorocaba (Brasilien)                                | 9. April 1957     | 19. August 1961    |
| 9                            | Antônio Ribeiro de Oliveira      | Weihbischof in Goiânia (Brasilien)                                 | 25. August 1961   | 19. Dezember 1975  |
| 10                           | Michael Joseph Murphy            | Weihbischof in Cleveland (USA)                                     | 20. April 1976    | 20. November 1978  |
| 11                           | José Rafael Barquero Arce        | Weihbischof in Alajuela (Costa Rica)                               | 28. März 1979     | 22. Dezember 1980  |
| 12                           | Hildebrando Mendes Costa         | Weihbischof in Aracajú (Brasilien)                                 | 15. März 1981     | 25. März 1986      |
| 13                           | Andrzej Józef Śliwiński          | Weihbischof in Kulm (Polen)                                        | 9. Mai 1986       | 25. März 1992      |
| 14                           | Roberto Antonio Dávila Uzcátegui | Weihbischof in Caracas (Venezuela)                                 | 23. Juni 1992     | 25. Oktober 2021   |
| 15                           | John Bonnici                     | Weihbischof in New York (USA)                                      | 25. Januar 2022   |                    |